# Ovularia sphaeroidea
Ovularia sphaeroidea är en svampart som först beskrevs av Pier Andrea Saccardo, och fick sitt nu gällande namn av Pier Andrea Saccardo 1880. Ovularia sphaeroidea ingår i släktet Ovularia och familjen Mycosphaerellaceae.   Inga underarter finns listade i Catalogue of Life.